# ويليام بيري (صحفي)
ويليام بيري (بالإنجليزية: William Berry)‏ هو محرر وصحفي نيوزلندي، ولد في 1835، وتوفي في 2 أكتوبر 1903.